# Hjalmar Schiøtz
Hjalmar August Schiøtz, född 9 februari 1850 i Stavanger, död 8 december 1927 i Oslo, var en norsk oftalmolog. Han var bror till Oskar Emil Schiøtz. 
Schiøtz tog medicinsk examen 1877 och reste 1879 till Wien för att studerade oftalmologi  och där han lärde känna Ernst Fuchs. Schiøtz var directeur adjoint hos Louis Émile Javal vid Sorbonne i Paris 1880–81, Efter att ha återvänt till Norge blev han förste underläkare vid Rikshospitalets kirurgiska avdelning 1881, medicine doktor 1883 på avhandlingen Om nogle optiske Egenskaber ved Cornea och var 1901–21 professor i ögonsjukdomar vid Kristiania universitet. 
Tillsammans med Javal konstruerade Schiøtz den efter de båda uppfinnarna uppkallade keratometern, varigenom den kliniska oftalmometrin av hornhinnan möjliggjordes. Den sinnrika konstruktionen av detta instrument var av stor betydelse för utvecklingen av läran om astigmatismen och för dennas undersökning i praktiken, i det den gjorde den oftalmometriska undersökningen till varje ögonläkares egendom. Det var även Schiøtz som konstruerade ett modernt instrument för klinisk mätning av det intraokulära trycket. Tonometrar fanns före hans men kunde inte tävla med detta. Han bearbetade även läran om ögats muskelförhållanden och andra delar av oftalmologin.